# Шнитников, Николай Фёдорович
Николай Фёдорович Шнитников (1828—1881) — русский генерал, участник войн Крымской и русско-турецкой 1877—1878 гг.

## Биография
Николай Шнитников родился в 1828 году. Окончив образование во 2-м кадетском корпусе, Шнитников был выпущен из него в 1846 г. прапорщиком в конно-артиллерийскую № 5 батарею и вслед за тем участвовал в Венгерской кампании, находясь в составе отряда генерала Панютина. Будучи молодым офицером, Шнитников обратил на себя внимание начальства и за боевые отличия в течение этой кампании был награждён орденом св. Анны 4-й степени с надписью «За храбрость» и австрийским орденом Железной Короны 3-й степени. По окончании войны, прослужив во фронте семь лет, Шнитников в чине поручика 9-й артиллерийской бригады поступил в Императорскую военную академию, откуда, по окончании курса и по причислении к Генеральному штабу, в 1855 г. отправился в Крым, с назначением в штаб главнокомандующего. Здесь Шнитников участвовал в сражении на Чёрной речке 4 августа, находился в Севастополе во время бомбардировки 24 и 27 августа и за боевые отличия в Крымскую кампанию был награждён орденом св. Анны 3-й степени с мечами.
По переводе в Генеральный штаб, в 1856 г. в чине штабс-капитана Шнитников был командирован в Санкт-Петербург к главнокомандующему армией, а затем в Харьков для собрания сведений, необходимых для исторического описания только что оконченной войны.
Впоследствии Шнитников был назначен дивизионным квартирмейстером 14-й пехотной дивизии, а с 1858 по 1863 г. занимался составлением статистического описания Таврической губернии. По производстве в подполковники, Шнитников был командирован в Петербург и назначен в Главный штаб для особых поручений и ученых занятий, а в 1867 г. утверждён в должности управляющего 5-м отделением Главного штаба. В это время уже стоял на очереди вопрос о коренном преобразовании воинской повинности в России, и полковник Шнитников, стоявший близко у дела по прямым своим обязанностям начальника отделения, принял с этих пор видное и деятельное участие во всех работах по введению реформы.
В 1870 г. Шнитников был назначен членом-делопроизводителем в Высочайше утвержденную при Военном министерстве комиссию для составления положения о личной воинской повинности в Империи и Царстве Польском, участвовал в делопроизводстве по тому же предмету в Государственной канцелярии, был командируем на Кавказ, в прибалтийские и приволжские губернии для собрания сведений по отбыванию воинской повинности и по окончании этих сложных работ, в награду за труды, удостоился Высочайшего благоволения: был произведён в 1873 г. в генерал-майоры и получил пожизненную пенсию в 1200 р.
В 1876 г., по сформировании действующей армии, Шнитников был назначен начальником штаба 9-го армейского корпуса и в этой должности, а также в качестве начальника дивизии, участвовал почти во всех главнейших делах русско-турецкой войны. По переправе через Дунай, 9-й корпус был направлен к Никополю, причем Шнитников участвовал в штурме и взятии этой крепости 3 июля, а затем в тяжёлых боях под Плевной. Награждённый за участие во взятии Никополя орденом св. Анны 1-й степени с мечами Шнитников, вскоре после второго плевненского боя, был назначен командующим 30-й пехотной дивизией и с ней участвовал в отбитии атаки турок 19 августа при Сгалевице и Пемешате, в сражении под Плевной 30 августа и затем в обложении армии Османа-паши. По взятии Плевны 30-я дивизия была направлена к Шипке и здесь, в составе левой колонны, участвовала в славном бою 28 декабря и в пленении армии Вессель-паши. За боевые отличия под Пемешатом, Плевной и на Шипке Шнитников был награждён чином генерал-лейтенанта и орденами св. Владимира 2-й степени с мечами и Белого Орла.
По случаю отъезда генерал-адъютанта Скобелева в Ахалтекинскую экспедицию с мая 1880 г., Шнитников временно командовал войсками 4-го корпуса.
Шнитников скончался 29 января 1881 г. в Минске и там же похоронен.